# Rotala stagnina
Rotala stagnina är en fackelblomsväxtart som beskrevs av William Philip Hiern. Rotala stagnina ingår i släktet Rotala och familjen fackelblomsväxter. Inga underarter finns listade i Catalogue of Life.